# Jan III. Portugalský
Jan III. Portugalský (portugalsky: João III, 6. června 1502, Lisabon – 11. června 1557, Lisabon), vládnoucí král portugalský.

## Mládí
Princ Jan, nejstarší syn krále Manuela I. a jeho druhé manželky Marie Aragonské, se narodil 6. června 1502.
Mladému princi byl zaslíben trůn v roce 1503. Byl vzdělaný, učili jej v té době například astrologové Tomás de Torres a Diogo de Ortiz, biskup z Viseu, Luís Teixeira, vyučený v Itálii. V roce 1514 byl uveden do vlastního domu a o pár let později pomáhal svému otci při administrativních povinnostech.
Jako šestnáctiletý byl vybrán, aby se oženil se svou první sestřenicí Kateřinou Habsburskou, nejmladší dcerou Filipa I. a královny Jany I. Kastilské, což posílilo vztahy k Rakousku. Zároveň mělo Portugalsko dobré vztahy k Svaté říši římské a Španělsku díky sňatku Janovy sestry Isabely s císařem Karlem V.

## Vláda
Období jeho vlády vystihují přídomky jako (o Piedoso) a (o Colonizador). Pokračoval v kolonizačním úsilí svého otce, za jeho vlády Portugalci osídlili Brazílii (São Vicente 1523, Salvador da Bahia 1545), získali nové kolonie v Asii (Goa a další) a došlo k prvním obchodním kontaktům Evropanů s dynastiemi Ming v Číně (obchodní báze v Macau od roku 1553) a Muromači v Japonsku (Nagasaki, 1542). V Africe založili řadu osad prakticky po celém pobřeží, v severní Africe však z ekonomických důvodů a pod rostoucím tlakem Osmanské říše některé pevnosti opustili (Safim, 1541), jiné (Ceutu a Tanger) posílili. Dohody se Španělskem zajistily dlouhodobý mír na iberském poloostrově a smlouva ze Zaragozy (1529) vyjasnila koloniální nároky obou zemí. Díky tomu například získali Španělé Filipíny, Portugalci Moluky a indonéské ostrovy a v Africe mohli založit pevnosti Mombasa, Lorenco Marques a Mosambik.
Portugalská koloniální říše dosáhla za Jana III. největšího světového rozsahu, v jejich službách prozkoumávali nová území významní mořeplavci (např. Vasco da Gama). Rozvoj asijských kolonií (např. ovládnutí Moluk) zajistil praktický monopol Portugalců na obchod s kořením, především hřebíčkem a muškátovými oříšky. Navzdory bohatství plynoucímu především z Indie však náklady na dvorský život a především administraci rozsáhlé říše vedly k značnému vnějšímu dluhu království.
Vztahům s papežským státem pomohlo zavedení inkvizice do Portugalska a některých jeho zámořských držav i to, že se portugalské království zapojilo do protireformačního hnutí. Portugalci také podporovali vysílání katolických misionářů do svých kolonií (například František Xaverský). Díky tomu měl král vcelku volnou ruku při jmenování katolických hodnostářů, jeho bratři Jindřich a Alfons byli jmenováni kardinály.
Jan III. definitivně přemístil portugalskou univerzitu z Lisabonu do Coimbry a nadal ji dostatečnými prostředky pro rozvoj včetně vybudování humanistické artistické fakulty a vysílání desítek studentů a pedagogů na stipendia především na francouzských univerzitách. K významným vzdělancům jeho doby patřil matematik Pedro Nunes a lékař Garcia de Orta. Jezuité se v Portugalsku směli usídlovat od roku 1540 a zajišťovali síť vzdělávacích zařízení pro různé vrstvy obyvatelstva, kromě toho byli významnými prostředníky v koloniích při navazování kontaktů s domorodými obyvateli.

## Potomci
Z manželství Jana a Kateřiny vzešlo devět dětí, z nichž jen dvě se dožily dospělého věku, avšak nástupníkem na trůnu se stal až jeho vnuk.
- Alfons (24. února 1526 – 12. dubna 1526)
- Marie (15. října 1527 – 12. července 1545), ⚭ 1543 Filip II. Španělský (21. května 1527 – 13. září 1598), král španělský, neapolský, sicilský, portugalský, chilský a vévoda burgundský a milánský
- Isabela (*/† 28. dubna 1529)
- Beatrix (*/† 15. února 1530)
- Emanuel (1. listopadu 1531 – 14. dubna 1537), od roku 1535 následník trůnu
- Filip (25. března 1533 – 29. dubna 1539), od roku 1537 následník trůnu
- Dionýz (Dinis) (6. dubna 1535 – 1. ledna 1537)
- Jan Manuel (3. června 1537 – 2. ledna 1554), korunní princ, ⚭ 1552 Jana Španělská (24. června 1535 – 7. září 1573), dcera císaře a španělského krále Karla V. a Isabely Portugalské ; jejich syn Sebastián se stal portugalským králem
- Anton (9. března 1539 – 20. ledna 1540)

## Vývod z předků
Janz rodu Avizů byl patnáctým králem portugalským. Pochován je jako jeho otec a matka v Jeronýmském klášteře v Lisabonu.
|                      |                         |  |                        |                              |  |  |  |  |  |  |  | Eduard I. Portugalský |
|                      |                         |  |                        |                              |  |  |  |  |  |  |  |                       |
|                      | Eduard I. Portugalský   |  |                        |                              |  |  |  |  |  |  |  |                       |
|                      |                         |  |                        |                              |  |  |  |  |  |  |  |                       |
|                      |                         |  |                        | Eleonora Aragonská           |  |  |  |  |  |  |  |                       |
|                      |                         |  |                        |                              |  |  |  |  |  |  |  |                       |
|                      | Ferdinand Portugalský   |  |                        |                              |  |  |  |  |  |  |  |                       |
|                      |                         |  |                        |                              |  |  |  |  |  |  |  |                       |
|                      |                         |  |                        | Ferdinand I. Aragonský       |  |  |  |  |  |  |  |                       |
|                      |                         |  |                        |                              |  |  |  |  |  |  |  |                       |
|                      | Eleonora Aragonská      |  |                        |                              |  |  |  |  |  |  |  |                       |
|                      |                         |  |                        |                              |  |  |  |  |  |  |  |                       |
|                      |                         |  |                        | Eleonora z Alburquerque      |  |  |  |  |  |  |  |                       |
|                      |                         |  |                        |                              |  |  |  |  |  |  |  |                       |
|                      | Manuel I. Portugalský   |  |                        |                              |  |  |  |  |  |  |  |                       |
|                      |                         |  |                        |                              |  |  |  |  |  |  |  |                       |
|                      |                         |  |                        | Jan I. Portugalský           |  |  |  |  |  |  |  |                       |
|                      |                         |  |                        |                              |  |  |  |  |  |  |  |                       |
|                      | Jan Portugalský         |  |                        |                              |  |  |  |  |  |  |  |                       |
|                      |                         |  |                        |                              |  |  |  |  |  |  |  |                       |
|                      |                         |  |                        | Filipa z Lancasteru          |  |  |  |  |  |  |  |                       |
|                      |                         |  |                        |                              |  |  |  |  |  |  |  |                       |
|                      | Beatrix Portugalská     |  |                        |                              |  |  |  |  |  |  |  |                       |
|                      |                         |  |                        |                              |  |  |  |  |  |  |  |                       |
|                      |                         |  |                        | Alfons z Braganzy            |  |  |  |  |  |  |  |                       |
|                      |                         |  |                        |                              |  |  |  |  |  |  |  |                       |
|                      | Isabela z Braganzy      |  |                        |                              |  |  |  |  |  |  |  |                       |
|                      |                         |  |                        |                              |  |  |  |  |  |  |  |                       |
|                      |                         |  |                        | Beatriz Pereira de Alvim     |  |  |  |  |  |  |  |                       |
|                      |                         |  |                        |                              |  |  |  |  |  |  |  |                       |
| Jan III. Portugalský |                         |  |                        |                              |  |  |  |  |  |  |  |                       |
|                      |                         |  |                        |                              |  |  |  |  |  |  |  |                       |
|                      |                         |  | Ferdinand I. Aragonský |                              |  |  |  |  |  |  |  |                       |
|                      |                         |  |                        |                              |  |  |  |  |  |  |  |                       |
|                      | Jan II. Aragonský       |  |                        |                              |  |  |  |  |  |  |  |                       |
|                      |                         |  |                        |                              |  |  |  |  |  |  |  |                       |
|                      |                         |  |                        | Eleonora z Alburquerque      |  |  |  |  |  |  |  |                       |
|                      |                         |  |                        |                              |  |  |  |  |  |  |  |                       |
|                      | Ferdinand II. Aragonský |  |                        |                              |  |  |  |  |  |  |  |                       |
|                      |                         |  |                        |                              |  |  |  |  |  |  |  |                       |
|                      |                         |  |                        | Fadrique Enríquez de Mendoza |  |  |  |  |  |  |  |                       |
|                      |                         |  |                        |                              |  |  |  |  |  |  |  |                       |
|                      | Jana Enríquezová        |  |                        |                              |  |  |  |  |  |  |  |                       |
|                      |                         |  |                        |                              |  |  |  |  |  |  |  |                       |
|                      |                         |  |                        | Mariana Fernández z Córdoby  |  |  |  |  |  |  |  |                       |
|                      |                         |  |                        |                              |  |  |  |  |  |  |  |                       |
|                      | Marie Aragonská         |  |                        |                              |  |  |  |  |  |  |  |                       |
|                      |                         |  |                        |                              |  |  |  |  |  |  |  |                       |
|                      |                         |  |                        | Jindřich III. Kastilský      |  |  |  |  |  |  |  |                       |
|                      |                         |  |                        |                              |  |  |  |  |  |  |  |                       |
|                      | Jan II. Kastilský       |  |                        |                              |  |  |  |  |  |  |  |                       |
|                      |                         |  |                        |                              |  |  |  |  |  |  |  |                       |
|                      |                         |  |                        | Kateřina z Lancasteru        |  |  |  |  |  |  |  |                       |
|                      |                         |  |                        |                              |  |  |  |  |  |  |  |                       |
|                      | Isabela Kastilská       |  |                        |                              |  |  |  |  |  |  |  |                       |
|                      |                         |  |                        |                              |  |  |  |  |  |  |  |                       |
|                      |                         |  |                        | Jan Portugalský              |  |  |  |  |  |  |  |                       |
|                      |                         |  |                        |                              |  |  |  |  |  |  |  |                       |
|                      | Isabela Portugalská     |  |                        |                              |  |  |  |  |  |  |  |                       |
|                      |                         |  |                        |                              |  |  |  |  |  |  |  |                       |
|                      |                         |  |                        | Isabela z Braganzy           |  |  |  |  |  |  |  |                       |
|                      |                         |  |                        |                              |  |  |  |  |  |  |  |                       |